# BINGO! De 100.000 euro quiz
BINGO! De 100.000 euro quiz is een Nederlands televisieprogramma dat op de zaterdagavond werd uitgezonden door SBS6. De presentatie van het programma was in handen van Jan Versteegh die bijgestaan werd door Martien Meiland. Het programma wordt mede mogelijk gemaakt door de VriendenLoterij.

## Format
Elke aflevering ontving presentator Jan Versteegh zeven deelnemers die allen lid zijn van de VriendenLoterij. De quiz bestaat uit een totaal van zeven rondes waarin de kandidaten hun algemene kennis op de proef wordt gesteld. Denk hierbij aan rekenopgaven, geografische vragen en de juiste spelfouten ontdekken.
Na elke ronde valt er één kandidaat af; dit is degene met de minste punten in die ronde of degene die het verste van het juiste antwoord afzit. De kandidaat die afvalt gaat naar het zogeheten Ballenspel. In het Ballenspel wordt door een machine een bingobal getrokken, de kandidaat moet vervolgens aangeven of de bal die erna komt hoger of lager is. Dit gaat zo vijf bingoballen door. Voor elk goed geraden antwoord krijgt de afvaller een klein geldbedrag. Voor de eerste afvaller is dit 100 euro per goed antwoord, voor de tweede afvaller is het 200 euro per goed antwoord en zo gaat het door tot de zesde afvaller die per goed antwoord 600 euro kan krijgen. Dit geldbedrag wat de afvallers bij elkaar hebben gespaard kunnen zij tijdens de finale-duels winnen. De mensen die deelnemen aan de Vriendenloterij Bingo kunnen de getrokken getallen afstrepen op de bingokaarten die zij hebben ontvangen. Hiermee kunnen zij kans maken op prijzen of om te worden uitgenodigd voor Chateau Bingo.
De laatste kandidaat gaat naar de finale. Tijdens de finale zijn er zeven kokers; zes gevuld met helemaal niets en eentje met 100.000 euro cash. De finalist neemt het in duels op tegen de zes eerder afgevallen kandidaten. Hiertoe moet elke afvaller een inschattingsvraag beantwoorden die hij/zij op zijn/haar desk te zien krijgt. Ze moeten het antwoord hierop intoetsen. Deze antwoorden verschijnen op hun desks. Bij elk duel wordt de bijbehorende vraag ook aan de finalist gesteld en moet deze zeggen of het goede antwoord op de vraag hoger of lager is dan het door de afvaller ingetoetste antwoord. Met ieder gewonnen duel (bij een goed antwoord van de finalist) speelt de finalist een lege koker weg, hiermee wordt de kans dus steeds groter om de 100.000 euro te winnen. Als een afvaller het duel wint (bij een fout antwoord van de finalist) krijgt diegene zijn geldbedrag wat die eerder tijdens het Ballenspel bij elkaar heeft gewonnen.  
Wanneer de finalist één of meer duels verliest en dus meer dan één koker over houdt krijgt de finalist door de presentator een uitstapbedrag aangeboden. Dit uitstapbedrag is relatief gezien een stuk lager dan de 100.000 euro, maar hiermee is de finalist wel verzekerd om zonder lege handen naar huis te gaan. De finalist moet nu kiezen of hij/zij stopt en het uitstapbedrag mee naar huis neemt of dat hij doorspeelt met het risico dat hij/zij met lege handen naar huis gaat. Hierbij krijgt hij/zij hulp van een familielid dat hij mag bellen. Dit familielid krijgt hij/zij te zien op een scherm. Nadat de keus is gemaakt mag hij/zij een koker kiezen, waar hij/zij onder moet gaan staan, ook als hij/zij voor het uitstapbedrag heeft gekozen. Daarna wordt de koker leeggegooid. Als er rode ballen uit komen is de koker leeg en als er biljetten uit komen zat in die koker de 100.000 euro. Hierdoor is meteen duidelijk of hij/zij een goede keuze heeft gemaakt indien voor het uitstapbedrag is gekozen.

### Chateau Bingo
Tijdens de aflevering ontvangt Martien Meiland in zijn eigen onderdeel genaamd Chateau Bingo de thuiswinnaars in een chateau in Nederland. Deze winnaars zijn leden van de VriendenLoterij die een bingo hebben; ze hebben dezelfde cijfers als de ballen die in de uitzending getrokken worden. Meiland verrast de winnaars op het chateau met een geldbedrag van 100.000 euro. Tijdens de uitzending op 14 november 2020 kon hij dit echter niet doen wegens privéomstandigheden; Jan Versteegh reikte de cheque toen zelf uit.

### Sam& voor alle kinderen
De VriendenLoterij wijst elk jaar een goed doel aan dat zij extra gaan ondersteunen. Voor dit programma hebben ze gekozen voor het goede doel Sam& voor alle kinderen dat zich inzet voor kinderen die opgroeien in armoede. Vanaf de tweede aflevering rijden Maxime Meiland en haar moeder Erica Renkema door Nederland om met verschillende ervaringsdeskundigen te praten over dit onderwerp. Tevens gaan ze langs bij verschillende kinderen die dankzij de hulp van Sam& weer leuke dingen kunnen doen zoals naar dansles gaan.

## Waardering
De eerste aflevering van het programma werd uitgezonden op 17 oktober 2020 en was goed voor 858.000 kijkers. Hiermee eindigde het programma op de dertiende plek van best bekeken programma's van die dag.